# Sly
Sly, ovvero La leggenda del dormiente risvegliato (título original en italiano; en español: Sly, o La leyenda del durmiente despertado) es una ópera en tres actos con música de Ermanno Wolf-Ferrari y libreto en italiano de Giovacchino Forzano, basado en el prólogo a la obra de William Shakespeare La fierecilla domada (la versión alemana del libreto, Sly, oder Die Legende vom wiedererweckten Schläfer, fue traducida por Walter Dahms). A diferencia de las otras óperas de Wolf-Ferrari, esta es una tragedia. Se estrenó en La Scala de Milán el 29 de diciembre de 1927 con Aureliano Pertile y Mercedes Llopart. 
En las estadísticas de Operabase no aparece esta ópera representada en el período 2005-2010.

## Personajes
| Personaje                 | Tesitura      | Reparto del estreno, 29 de diciembre de 1927 (Director: Ettore Panizza) |
| ------------------------- | ------------- | ----------------------------------------------------------------------- |
| Sly                       | tenor         | Aureliano Pertile                                                       |
| Dolly                     | soprano       | Mercedes Llopart                                                        |
| Conde de Westmoreland     | barítono      | Luigi Rossi-Morelli                                                     |
| John Plake                | bajo          | Ernesto Badini                                                          |
| Paje                      | soprano       | Cesira Ferrani                                                          |
| Rosalina                  | soprano       | Ida Conti e Iris Adami-Corradetti                                       |
| Casera                    | mezzosoprano  | Ida Mannarini                                                           |
| Juez de campo             | tenor         | Palmiro Domenichetti                                                    |
| Niño sirviente            | tenor         | Luigi Nardi                                                             |
| Primer noble/Moro         | tenor         | Giovanni Azzimonti                                                      |
| Segundo noble/Indio       | tenor         | Emilio Venturini                                                        |
| Tercer noble/Viejo criado | tenor         | Nello Palai                                                             |
| Cuarto noble/Chino        | bajo-barítono | Aristide Baracchi                                                       |
| Quinto noble/doctor       | barítono      | Giuseppe Nessi                                                          |
| Sexto noble               | bajo          | Antonio Laffi                                                           |
| Séptimo noble             | bajo          | Giacomo Carboni                                                         |
| Octavo noble              | bajo          | Salvatore Baccaloni                                                     |
| Primera doncella          | mezzosoprano  | Maria Neveso                                                            |
| Segunda doncella          | mezzosoprano  | Gina Pedroni                                                            |
| Tercera doncella          | mezzosoprano  | Olga De Franco-Arduini                                                  |
| Snare/primer criado       | bajo          | Luigi Spartaco Marchi                                                   |
| Soldado/segundo criado    | bajo          | Giuseppe Menni                                                          |
| Cocinero/tercer criado    | bajo          | Amleto Galli                                                            |

## Grabaciones
Los creadores de los principales papeles, incluido Aureliano Pertile, nunca grabaron nada de la ópera, aunque Ernesto Badini (el primer John Plake) y Palmiro Domenichetti grabaron el "duetto dei beoni". La "Canzone dell'orso" la hizo Nino Piccaluga, quien cantó la obra en Turín y Trieste, mientras que ambos y "No, non sono un buffone" fueron grabados por otros diversos cantantes incluyendo a Francesco Merli y Alessandro Valente. 